# 七王国の騎士 (ゲーム・オブ・スローンズ)
『七王国の騎士』は、HBOで放送されたファンタジー・ドラマ・シリーズである『ゲーム・オブ・スローンズ』のシーズン8(最終章)の第2話である。ブライアン・コグマンによって脚本が書かれ、デヴィッド・ナッター
が監督した。
ジェイミーはサーセイの嘘を明かし、ブライエニーの弁護により赦されてデナーリスの軍に加わる。シオンもまたウィンターフェルに着き、受け入れられる。
死者の軍団が翌朝に迫り、ウィンターフェルの人々は戦いに備える。ジョンは自分の出自の真実をデナーリスに告げる。

## あらすじ

### ウィンターフェルにて
ジェイミーはデナーリス(エミリア・クラーク)の前の審問に出席して赦しを請い、サーセイの援軍を送ると言う約束は嘘だと明かす。デナーリスは父王を殺したジェイミーを責めるが、ブラン (アイザック・ヘンプステッド＝ライト)は自分を突き落とした罪について沈黙する。ブライエニー(グェンドリン・クリスティー)はジェイミーを弁護し保証して、サンサは受け入れる。ジョン・スノウ(キット・ハリントン)も受け入れ、デナーリスも同意する。
デナーリスは姉の嘘を見抜けなかったティリオン(ピーター・ディンクレイジ)を非難するが、ジョラー(イアン・グレン) はティリオンを弁護する。ジェイミーはブライエニーの指揮する隊に加わることを許される。デナーリスは対立するサンサと和解を図るが、サンサは北部の独立に執着する。シオン・グレイジョイ(アルフィー・アレン)も到着し、サンサに受け入れられる。
トアマンド (クリストファー・ヒヴュ)、ベリック・ドンダリオン(リチャード・ドーマー)、エディソン・トレット(ベン・クロンプトン)がウィンターフェルに到着し、〈死者の軍団〉が翌日の夜明けには到着すると知らせる。軍議が開かれ、ジョンは〈夜の王〉を倒せば〈亡者〉は戦いをやめると主張し、ブランは〈夜の王〉が姿を隠さずに〈三つ目の鴉〉である自分を倒して〈終わりのない夜〉を七王国にもたらそうとすると予想する。ブランは〈神々の森〉で囮となり、シオンが守ることにする。
襲撃に備え、人々は最後の夜を過ごす。グレイ・ワーム(ジェイコブ・アンダーソン)とミッサンデイ(ナタリー・エマニュエル)は戦後にミッサンデイの故郷ナースに行くことを約束する。ジョン、サム(ジョン・ブラッドリー)、エディソンは〈冥夜の守人〉の同期としての思い出を語る。アリア(メイジー・ウィリアムズ)はサンダー・クレゲイン(ロリー・マッキャン)とドンダリオンに再会したのち、ジェンドリー(ジョー・デンプシー)から武器を受け取り、ロバート・バラシオンの落とし子だと告白される。アリアはジェンドリーに初体験を求める。ジェイミーとティリオンが暖をとっているところにダヴォス・シーワース(リアム・カニンガム)、トアマンド、ブライエニー、ポドリック・ペイン(ダニエル・ポートマン)が加わる。ジェイミーがブライエニーを七王国の騎士とする。ジリは息子を連れ、他の女性や子供たちと地下に隠れる。ジョラーは従妹のリアナにも地下に行くよう求めるが拒否される。サムは家宝のヴァリリア鋼の剣〈心臓裂き〉(ハーツ・ベイン)を与える。地下の廟堂の母リアナ・スタークの墓の前で、ジョンはデナーリスに自分の真の出自を告げる。〈死者の軍団〉が到着する。

## 製作

### 脚本
原作者との話し合いにより、未刊の原作『冬の狂風』および『A Dream of Spring』に基づいて脚本が書かれた。

### 歌
ポドリック・ペインが戦闘前夜に暖炉の前で歌った曲は"Jenny's Song"である。その一部は原作第三巻『剣嵐の大地』で触れられており、脚本家たちが詞を完成させ、シリーズの作曲家のラミン・ジャヴァディが曲をつけた。エンディング・クレジットで流れる別のバージョン "Jenny of Oldstones"はフローレンス・アンド・ザ・マシーンが演奏している。

## 評判

### 視聴者数
HBOの初回放送では1029万人に視聴された。ストリーミングでは561万人に視聴され、合計では1590万人が同夜に視聴した。

## 参照
1. ↑  Goslin, Austen (2019年4月21日). “Podrick’s song has ties to the books and a Game of Thrones prophecy”. Polygon 2019年4月22日閲覧。
2. ↑  Welch, Alex (2019年4月23日). “Sunday cable ratings: ‘Game of Thrones’ slips, ‘Barry’ hits another high”. TV by the Numbers. 2019年4月23日閲覧。
3. ↑  Welch, Alex (2019年4月23日). “Sunday cable ratings: ‘Game of Thrones’ slips, ‘Barry’ hits another high”.   TV by the Numbers. 2019年4月23日閲覧。